# Lobbying

Alfred Philips från USA:s representanthus med skylt om att lobbyister är förbjudna.

Lobbying, lobbyism eller lobbning (av engelska: lobby), alternativt påtryckning, är en aktivitet utförd av en individ, en grupp eller en organisation som syftar till att påverka makthavare, ofta inom politiken, att använda sin makt för att gynna vissa intressen, idéer eller åsikter. Lobbyister kan vara anställda som PR-konsulter eller ombudsmän. Närliggande begrepp är public affairs och samhällskontakter.
Statens offentliga utredningar beskrev 1999 "lobbning" som bland annat följande:
| ”                                                                              | Lobbning är när offentliga och privata aktörer med legala medel söker påverka beslutsfattare i syfte att utnyttja och eller förändra eller förhindra förändring av lagstiftning och eller regelsystem. | „ |
| – Statens offentliga utredningar 1998:146 (SOU 1998:146), 1999-03-16, sida 75. | |   |

Lobbying eller "public affairs" kan handla om att hjälpa företag eller organisationer som vill påverka myndigheter, beslutsfattare, röststarka individer eller det offentliga samtalet i en viss riktning. Det sker genom att identifiera var i beslutssystemet en viss fråga hör hemma och när en politisk process är mest mottaglig för påtryckningar samt vilka aktörer som har inflytande över frågan. Metoder som används är bland annat omvärldsbevakning, statistiska undersökningar, rapporter, remissvar eller verktyg för att mobilisera gräsrötter.
Lobbying förekommer sedan länge i stor omfattning i USA, men även inom EU. I USA är lobbyism det etablerade sättet för kapitalstarka intresseorganisationer att kommunicera med politiska beslutsinstanser. Som ett resultat av detta är även lobbyverksamheten noggrant reglerad. Det finns dock de som hävdar att endast hälften av lobbyorganisationerna i USA är registrerade och att regleringen är tandlös (se till exempel SOU 1998:146). I EU ser reglerna något annorlunda ut; vissa länder har lagstiftning medan andra inte har det. I EU som organisation ser det också olika ut; vissa institutioner som Europeiska kommissionen har regler, andra som Europeiska unionens domstol har det inte.

## Public relations, public affairs och lobbying
Public relations kan betraktas som en förlängning av reklambranschen och handlar framförallt om organisationers anseende bland invånarna. Praktiskt innebär detta till exempel varumärkesbyggande, CSR och ansträngningar för att sätta en positiv bild av organisationen i medier. Det är ett arbete som de flesta företag och organisationer kontinuerligt ägnar sig åt för att nå ut med sitt budskap eller sina produkter i mediabruset.
Public affairs kretsar kring en ambition att forma samhällsförändringar eller att ändra folkopinionen i en fråga. Lobbying syftar i första hand till att påverka politiska beslut genom att uppvakta enskilda politiker.
Gränsdragningen mellan begreppen är vag. Vissa väljer att använda public affairs och lobbying såväl som "samhällskontakter" som synonymer för samma aktivitet. Jesper Strömbäck beskriver public affairs som en slags lobbying. Han menar att begreppet egentligen bara syftar till att ge en mer positiv klang till lobbyistens arbete, och används för att skapa en mer tilltalande bild av branschen. För ett resonemang om branschens demokratiska för- och nackdelar se Lobbying i Sverige.

## Några exempel

### Israel-lobbyn i USA
Israel-lobbyn är en koalition av individer, nätverk och organisationer som söker påverka USA:s utrikespolitik i en Israelvänlig riktning, eller åt en riktning i linje med policys som är centrala för Israels regering. Lobbyn beskrivs ofta som mycket stark och inflytelserik. 

### Industrilobbyism i USA
Ett exempel är The American Council of Science and Health (ASCH). Där kan företag skänka pengar för att få artiklar skrivna på det sätt de vill ha, och det utan att det syns att de haft inflytande på artikelns utformande. ACSH har samlat ett antal "scientific advisors", som är villiga att sätta sitt namn på dylika artiklar.

### Sverige
I Sverige har lobbning traditionellt varit begränsad, men har blivit vanligare i takt med att banden mellan de politiska partierna och olika intresseorganisationer blivit svagare.[källa behövs] Exempel på sådana traditionella band som försvagats på senare år är exempelvis de mellan LO och Socialdemokraterna, mellan Lantbrukarnas Riksförbund (LRF) och Centerpartiet samt mellan Svenskt Näringsliv och Moderata samlingspartiet.

### Statens offentliga utredningar (SOU)
- SOU 1998:146 "Lobbning"
- SOU 2000:1 "En uthållig demokrati"